# Convention (stanice metra v Paříži)
Convention je nepřestupní stanice pařížského metra na lince 12 v 15. obvodu v Paříži. Nachází se na křižovatce ulic Rue de Vaugirard, pod kterou vede linka metra, a Rue de la Convention.

## Historie
Stanice byla otevřena 5. listopadu 1910 jako součást prvního úseku linky A mezi stanicemi Porte de Versailles a Notre-Dame-de-Lorette. Tuto linku provozovala Société du chemin de fer électrique souterrain Nord-Sud de Paris, zkráceně nazývaná jako Compagnie Nord-Sud (Společnost Sever-Jih). Po jejím sloučení se společností Compagnie du Métropolitain de Paris obdržela linka A v roce 1931 číslo 12.

## Název
Jméno stanice znamená česky „konvent“ a je odvozeno od názvu ulice Rue de la Convention. Jméno ulice dostala podle Národního konventu, který zde sídlil za Francouzské revoluce v letech 1792–1795.

## Vstupy
Stanice má dva východy:
- Rue de la Convention – schodiště a eskalátor u domu č. 189
- Rue Alain Chartier – schodiště u domu č. 39